# TacSat-3

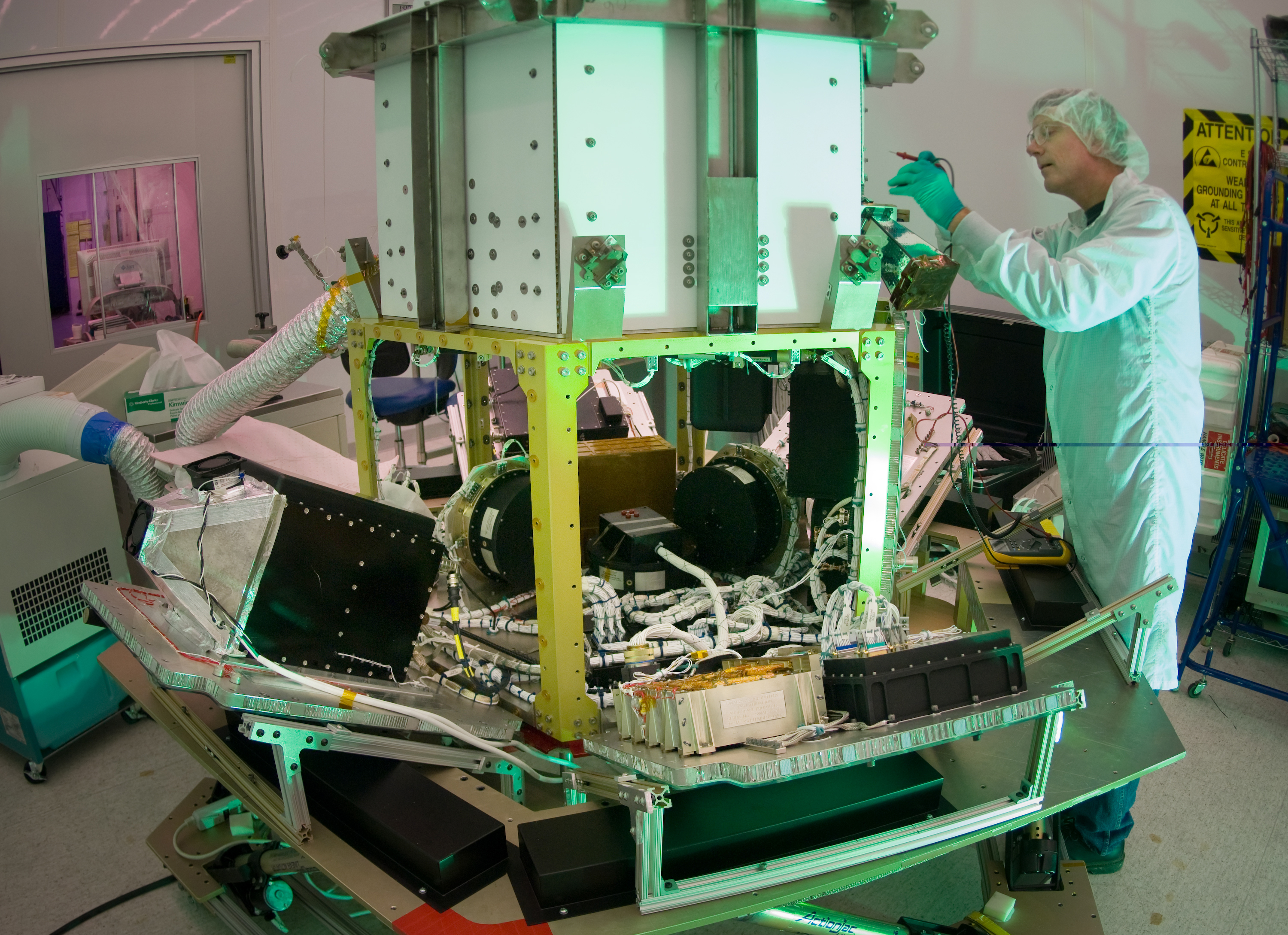
Le TacSat-3 en cours de construction.

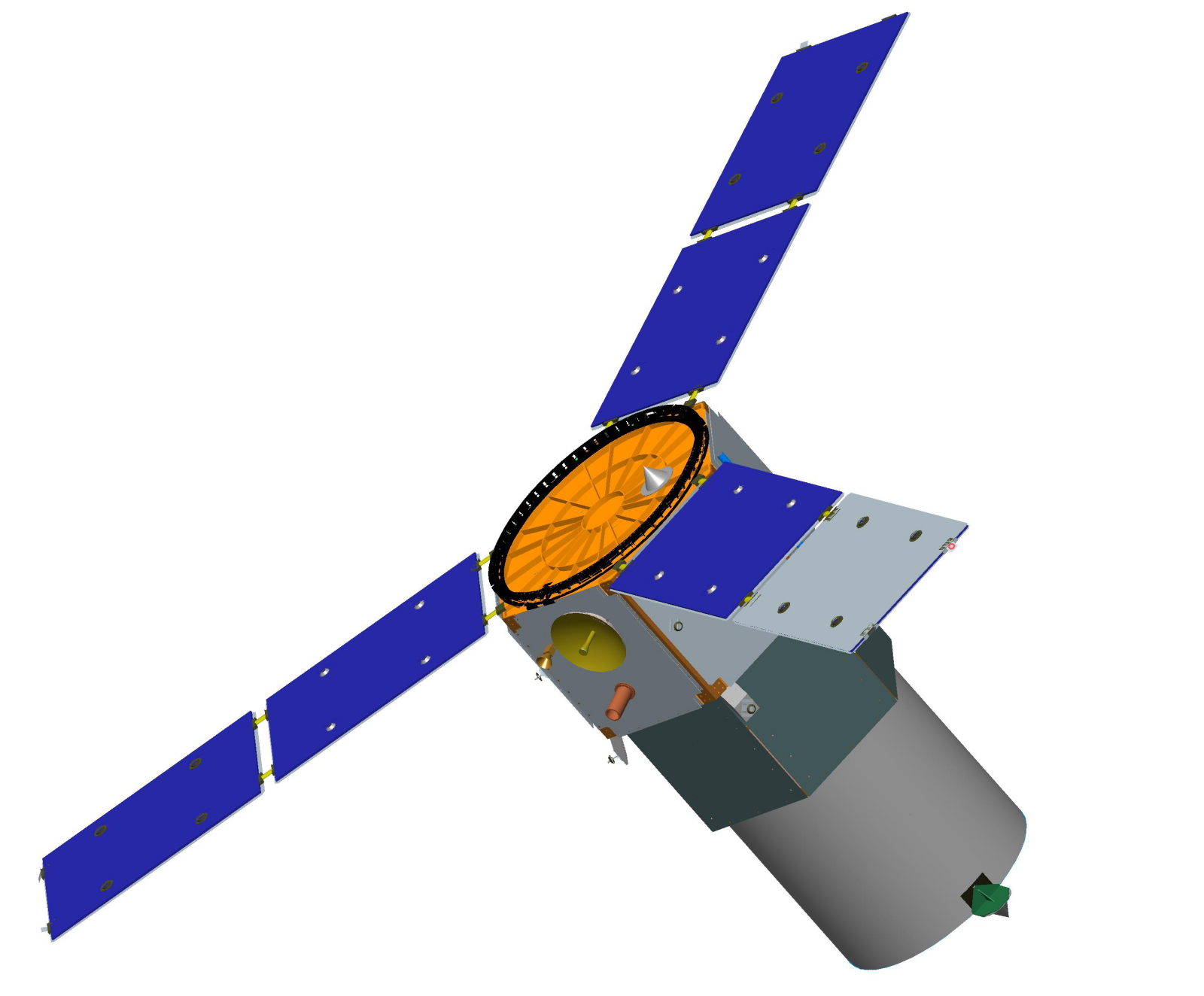
Modélisation de satellite TacSat-3 déployé.

Le Tactical Satellite-3, abrégé en TacSat-3, est le troisième satellite de la série de satellites de reconnaissance expérimentaux TacSat des forces armées des États-Unis. Il a été construit par l'Air Force Research Laboratory à Kirtland Air Force Base dans le Nouveau-Mexique et placé en orbite le 19 mai 2009 par une fusée Minotaur depuis le centre de lancement de Wallops Island. 
Les satellites de la série TacSat sont des démonstrateurs qui doivent permettre de valider la fourniture en temps réel d'informations recueillies depuis l'espace aux commandants de forces militaires sur le terrain. Les satellites de la série TacSat, d'un poids de 400 kg, comprennent 3 instruments dont Artemis, un imageur à spectre large.